# Mamoon Kazi
Mamoon A. Kazi (* 1938; † 2. April 2014) war ein pakistanischer Richter am Obersten Gerichtshofes Pakistans.

## Leben
Kazi schloss ein Jurastudium am Sindh Muslim Law College ab.
Ab dem 29. Juli 1985 war er Richter am Sindh High Court und ab dem 15. April 1996 dessen Chief Justice. Am 4. November 1997 wurde er zum Richter des Obersten Gerichtshofs Pakistans berufen. Nach dem Militärputsch in Pakistan 1999 weigerte er sich 2000 zusammen mit fünf weiteren Richtern des Obersten Gerichtshofs, den Eid gegenüber der Militärregierung zu leisten, und schied aus dem Amt.